# Церква святого Священномученика Йосафата (Надрічне)
Церква святого Священномученика Йосафата в Надрічному — парафія і храм греко-католицької громади Бережанського деканату Тернопільсько-Зборівської архієпархії Української греко-католицької церкви в селі Надрічне Тернопільського району Тернопільської области.

## Історія церкви
Будівництво храму святого Священномученика Йосафата розпочалося у 1993 році і завершилося у 2000 році.
Парафія села Надрічне належала до УГКЦ з 1701 по 1946 рік. У радянський період вона була знята з реєстрації, але відновила свою діяльність у листопаді 1989 року. 25 листопада 2000 року, на празник святого, храм освятив владика Михаїл Сабрига. Автор іконостасу та розписів — Ярослав Макогін.
У листопаді 2012 року парафію відвідав владика Василій Семенюк. З 8 по 15 листопада 2013 року тут відбулася місія, яку провів о. Михайло Шевчишин.
При парафії діють: братство Матері Божої Неустанної Помочі, спільнота «Матері в молитві», Марійська дружина та Вівтарна дружина. На території парафії встановлено фігуру Матері Божої на честь незалежності України та хрест на честь скасування панщини.

## Парохи
- о. Ілля Литвинович (1810),
- о. Стисловський,
- о. Крижановський,
- о. Л. Лужницький,
- о. Дудик,
- о. Омелян Гавришо,
- о. Стефан Городецький (1931—1946),
- о. Зіновій Бідула (з 1989).